# Cellule spéciale d’enquête, d’instruction et de lutte contre le terrorisme
La Cellule Spéciale d’Enquête, d’Instruction et de Lutte Contre le Terrorisme (CSEI-LCT) est une cellule créée le 20 juillet 2016 par la Côte d'Ivoire pour améliorer l'efficacité des investigations en matière de terrorisme.
La création de cette cellule consiste en fait en l'extension des compétences de la Cellule Spéciale d’Enquête et d’Instruction (CSEI), mise en place en 2013, aux investigations judiciaires relatives aux actes de terrorisme. Cette même cellule était la pérennisation décidée en décembre 2013 de la Cellule Spéciale d’Enquête (CSE) chargée des procédures judiciaires des crimes commis lors de la crise post-électorale de 2010-2011, créée en juin 2011.
L'extension des compétences a été décidée à la suite de l'attentat de Grand-Bassam en mars 2016.
La cellule dispose de 3 juges d’instruction détachés, d'officiers de police judiciaires et d'un secrétariat attachés à la Cellule. Celle-ci est dirigée par le Procureur de la République d’Abidjan, actuellement Richard Adou.

## Historique
En juin 2013, la presse déplore qu'aucun membre des forces loyales au président Alassane Ouattara n'ait été inculpé alors que de nombreuses plaintes pour viol et pour meurtre concernant des ex-rebelles des Forces nouvelles auraient été déposées.
En août 2015, la justice ivoirienne décide d'inscrire à la cellule spéciale d'enquête le dossier Guy-André Kieffer, un journaliste franco-canadien disparu le 16 avril 2004 à Abidjan. 
Le 25 novembre 2020, le président Alassane Ouattara crée pour une période de six mois une Unité Spéciale d'Enquête sur les événements survenus à l'occasion de l’élection présidentielle du 31 octobre 2020. Cette unité a pour mission « de rassembler les preuves, de rechercher tous les auteurs des infractions déjà constatées, de même que les instigateurs et les financiers, et de les conduire à la Cellule Spéciale d'Enquête, d’Instruction et de Lutte contre le Terrorisme (CSEI-LCT) ».
Le 22 février 2023, le secrétaire général du PPACI (opposition), Damana Adia Médard, est convoqué à la Cellule spéciale d'enquête.